# Noel Purcell
Noel Mary Joseph Purcell (ur. 15 listopada 1891, zm. 31 stycznia 1962) – brytyjski i irlandzki piłkarz wodny) mistrz olimpijski z Antwerpii 1920 z drużyną Wielkiej Brytanii i uczestnik igrzysk olimpijskich w Paryżu z drużyną Irlandii.